# 1785
1785 (MDCCLXXXV) byl rok, který dle gregoriánského kalendáře započal sobotou.

## Události
- 1. ledna – Vyšlo první číslo britského deníku The Times.
- 7. ledna – Francouz Jean-Pierre Blanchard a Američan John Jeffries jako první přeletěli Lamanšský průliv.
- 20. dubna – Císař Josef II. vydal patent, kterým nařizoval zavedení tzv. Josefínského katastru.
- 15. června – Francouzský průkopník vzduchoplavby Jean-François Pilâtre de Rozier zahynul při pokusu přeletět balonem Lamanšský průliv.
- 15. srpna – Uvězněním štrasburského biskupa Louise de Rohana začala ve Francii tzv. Náhrdelníková aféra.
- 22. srpna – Patentem císaře Josefa II. bylo zrušeno nevolnictví i na Slovensku.
- 20. září – Papež Pius VI. zřídil českobudějovickou diecézi.
- 9. listopadu – Byl zrušen cisterciácký klášter Plasy.
- Byl zrušen cisterciácký Zbraslavský klášter.
- Ruská carevna Kateřina II. Veliká vydala tzv. Šlechtickou chartu, kterou potvrzovala některá privilegia ruské šlechtě.

## Vědy a umění
- Anglický vynálezce Edmund Cartwright zmechanizoval všechny pohyby tkalcovského stavu a vytvořil tkací stroj.
- Německý básník Friedrich Schiller napsal báseň Óda na radost.

## Narození

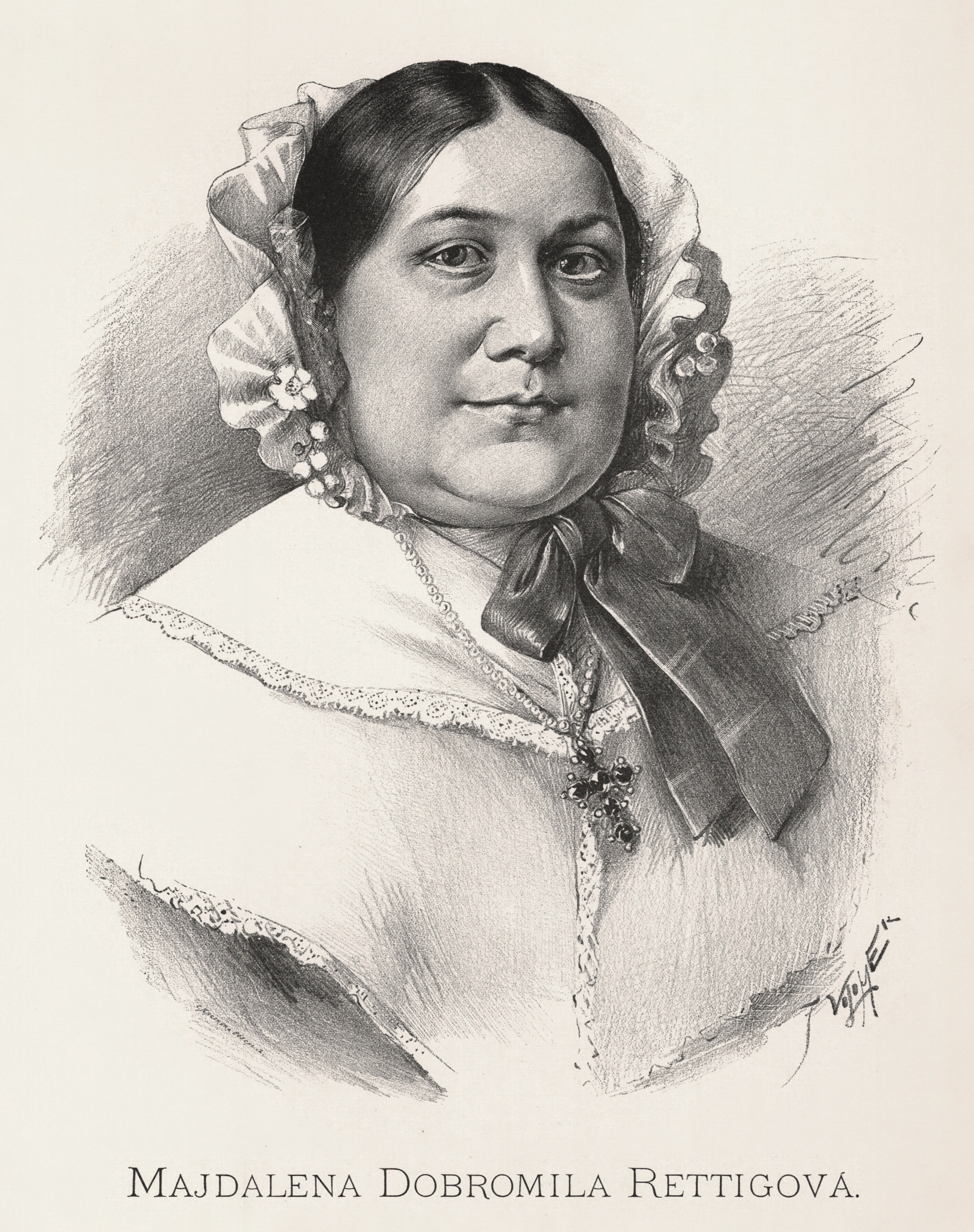
Magdalena Dobromila Rettigová (* 31. ledna)

### Česko
- 23. ledna – Marian Josef Heinl, profesor teologie i filosofie († 3. května 1867)
- 24. ledna – Jan Arnold, kněz, farář, mecenáš a spisovatel († 14. srpna 1872)
- 31. ledna – Magdalena Dobromila Rettigová, buditelka a spisovatelka († 5. srpna 1845)
- 24. února – Josef Vojtěch Sedláček, kněz, buditel a vlastenec († 2. února 1836)
- 01. března – Albín Heinrich, mineralog, historik a pedagog († 5. dubna 1864)
- 03. dubna – Leopold Porges von Portheim, rakouský a český továrník židovského původu († 11. ledna 1869)
- 13. května – Antonín Liewald, západočeský průmyslník († ?)
- 26. května – Anton Rösler, hudební skladatel, varhaník a druhý učitel z Mikulášovic († 26. prosince 1850)
- 30. května – Jan Hostivít Pospíšil, nakladatel a knihkupec († 8. října 1868)
- 05. září – Antonín Marek, kněz, básník a překladatel († 15. února 1877)
- 13. října – František Bohumír Štěpnička, básník, spisovatel a právník († 26. srpna 1832)
- 29. října – Josef Ringhoffer, mědikovecký mistr a podnikatel († 6. března 1847)
- 15. listopadu – Leopold Kopal, lesní rada a příslušník rodu Kopalů († 27. ledna 1872)
- 20. listopadu – Jan Nepomuk Filcík, pedagog, spisovatel a hudebník († 25. ledna 1837)
- 30. prosince – Ignác Meisner, kněz, arciděkan v Horní Polici († 17. září 1864)
- neznámé datum
  - Anton Peter Böhm, jáchymovský kněz, kartograf a historik († 1870)

### Svět
- 04. ledna

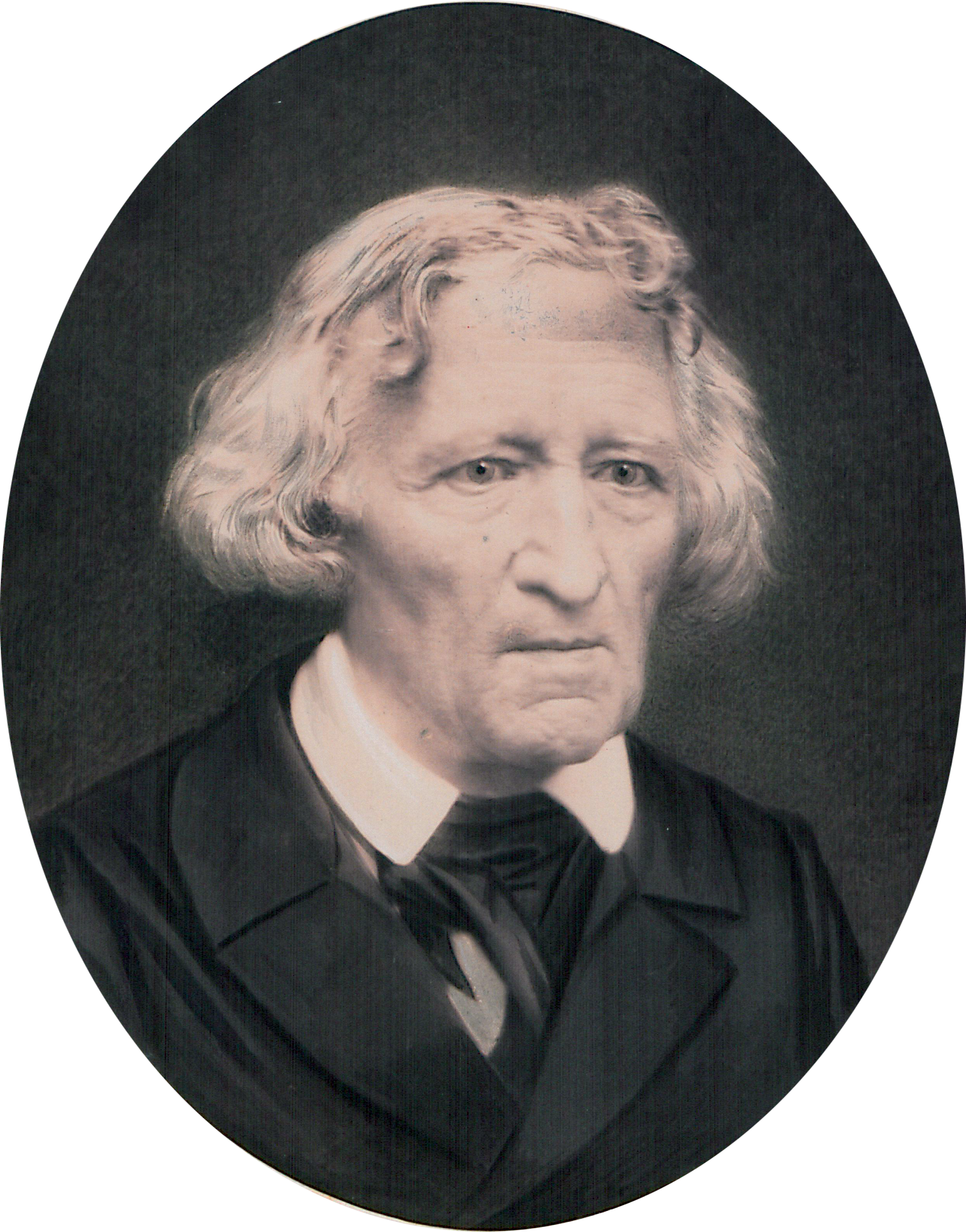
Jacob Grimm (* 4. ledna)

  - Jacob Grimm, německý právník, jazykovědec, sběratel pohádek († 20. září 1863)
  - Fridrich Vilém Šlesvicko-Holštýnsko-Sonderbursko-Glücksburský, německý vévoda († 17. února 1831)
- 10. ledna – John Fleming, skotský zoolog a geolog († 18. listopadu 1857)
- 15. ledna – William Prout, anglický chemik, lékař a přírodní teolog († 9. dubna 1850)
- 19. ledna – Pavel Württemberský, württemberský princ († 16. dubna 1852)
- 23. ledna – Carl Adolph Agardh, švédský botanik († 28. ledna 1859)
- 01. února – William Dunn Moseley, americký politik, první guvernér státu Florida († 4. ledna 1863)
- 02. února
  - Isabella Colbranová, španělská operní pěvkyně, sopranistka († 7. října 1845)
  - John Josiah Guest, velšský průmyslník († 26. listopadu 1852) Ludvík XVII. (* 27. března)
- 12. února

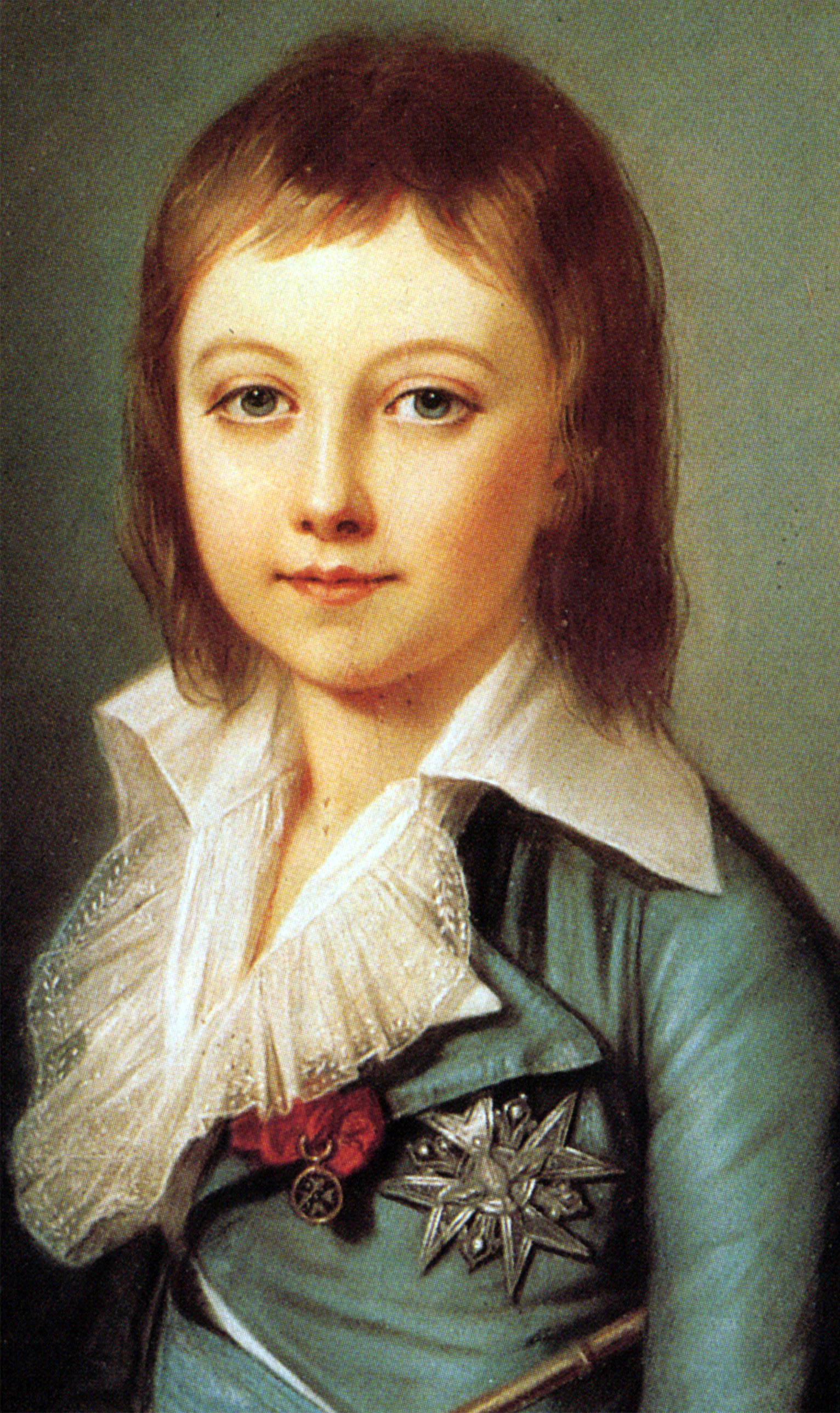
Ludvík XVII. (* 27. března)

  - Pierre-Louis Dulong, francouzský lékař, fyzik a chemik († 19. července 1838)
  - Adam Jaraczewski, polský brigádní generál († 22. července 1831)
- 15. února – Claude-Louis Navier, francouzský fyzik a technik († 21. srpna 1836)
- 20. února – Karl von Hohenzollern-Sigmaringen, kníže († 11. března 1853)
- 22. února – Jean Charles Athanase Peltier, francouzský fyzik († 27. října 1845)
- 06. března – Gesche Gottfried, německá sériová vražedkyně († 21. dubna 1831)
- 07. března – Alessandro Manzoni, italský básník a romanopisec († 22. května 1873)
- 21. března – Henry Kirke White, anglický básník († 19. října 1806)
- 22. března – Adam Sedgwick, britský geolog a anglikánský kněz († 27. ledna 1873)
- 24. března – Ján Hollý, slovenský kněz, básník a překladatel († 14. dubna 1849)
- 27. března – Ludvík XVII., francouzský následník trůnu († 8. června 1795)
- 28. března – Ferdinand Sasko-Kobursko-Gothajský, bratr prvního belgického krále Leopolda I. († 27. srpen 1851)
- 30. března – Henry Hardinge, 1. vikomt Hardinge, britský vojevůdce a státník († 24. září 1856)
- Mahmut II. (* 20. července) 04. dubna – Bettina von Arnim, německá spisovatelka († 20. ledna 1859)

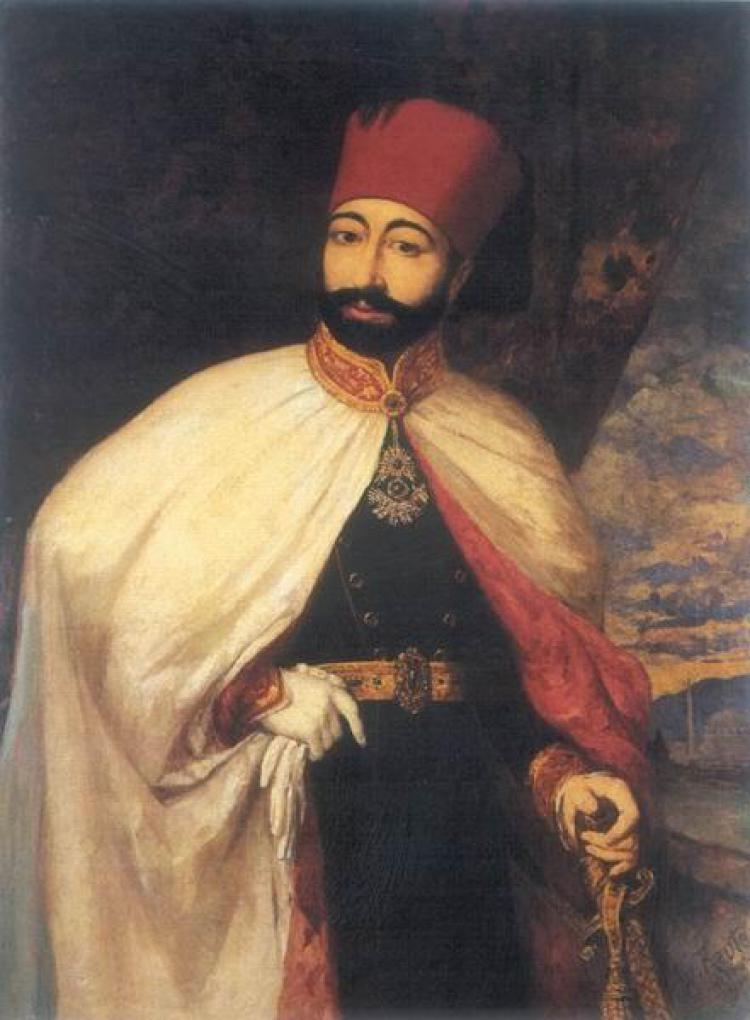
Mahmut II. (* 20. července)

- 11. dubna – Penelope Boothby, dívka, která se stala jednou z nejslavnějších dětských postav v britském umění († 13. března 1791)
- 20. dubna – Hugh Percy, 3. vévoda z Northumberlandu, britský šlechtic a politik († 11. února 1847)
- 21. dubna – Charles-Joseph de Flahaut, francouzský generál († 1. září 1870)
- 26. dubna – John James Audubon, francouzsko-americký ornitolog a malíř († 27. ledna 1851)
- 28. dubna – Prosper Ludwig von Arenberg, vévoda z Arenbergu († 27. února 1861)
- 29. dubna – Karl Drais, německý lesník a vynálezce († 12. prosince 1851)
- 05. května – Thomas de Colmar, francouzský vynálezce a podnikatel († 12. března 1870)
- 18. května – John Wilson, skotský básník a spisovatel († 3. dubna 1854)
- 05. června – Miguel Gómez Damas, španělský generál († 11. června 1864)
- 20. července
  - Mahmut II., osmanský sultán († 30. června 1839)
  - Josif Rajačić, metropolita ve Sremských Karlovicích a Karlovacu († 1. prosince 1861)
- 06. srpna – Johann Andreas Schmeller, německý jazykovědec († 27. července 1852)
- 15. srpna – Thomas de Quincey, anglický romantický filosof a spisovatel († 8. prosince 1859)
- 30. srpna – Lin Ce-sü, čínský učenec a úředník v říši Čching († 22. listopadu 1850)
- 06. října – Daulo Augusto Foscolo, italský katolický kněz, biskup († 7. června 1860)
- 13. října – Marie Anna Hesensko-Homburská, německá šlechtična († 14. dubna 1846)
- 17. října – Tadeusz Wolański, polský archeolog († 16. února 1865)
- 30. října – Hermann von Pückler-Muskau, německý šlechtic, voják, cestovatel († 4. února 1871)
- 02. listopadu – Karel Ambrož Rakouský-Este, arcivévoda rakouský, arcibiskup ostřihomský († 2. září 1809)
- 06. listopadu – Charles-René de Bombelles, francouzský hrabě, voják rakouské armády a diplomat († 30. květen 1856)
- 07. listopadu – Friedrich Kalkbrenner, německo-francouzský klavírista a skladatel († 10. června 1849)
- 13. listopadu – Caroline Lambová, anglická šlechtična a spisovatelka († 26. ledna 1828)
- 01. prosince – Victor de Broglie, francouzský politik († 25. ledna 1870)
- neznámé datum
  - říjen – James South, anglický astronom († 19. října 1867)

## Úmrtí

### Česko
- 03. února – Josef Klement z Kounic, rakouský diplomat z moravské šlechtické rodiny Kouniců (* 22. listopadu 1743)
- 15. května – Karel Blažej Kopřiva, skladatel, varhaník a regenschori (* 9. února 1756)
- neznámé datum
  - Josef Mauritius Bulín, premonstrátský kněz a autor textů hanáckých zpěvoher (* 16. září 1744)
  - Antonín Presl, moravský františkán působící na Slovensku (* cca 1718)
  - Celestin Stoy, opat cisterciáckého kláštera ve Zbraslavi (* ?)

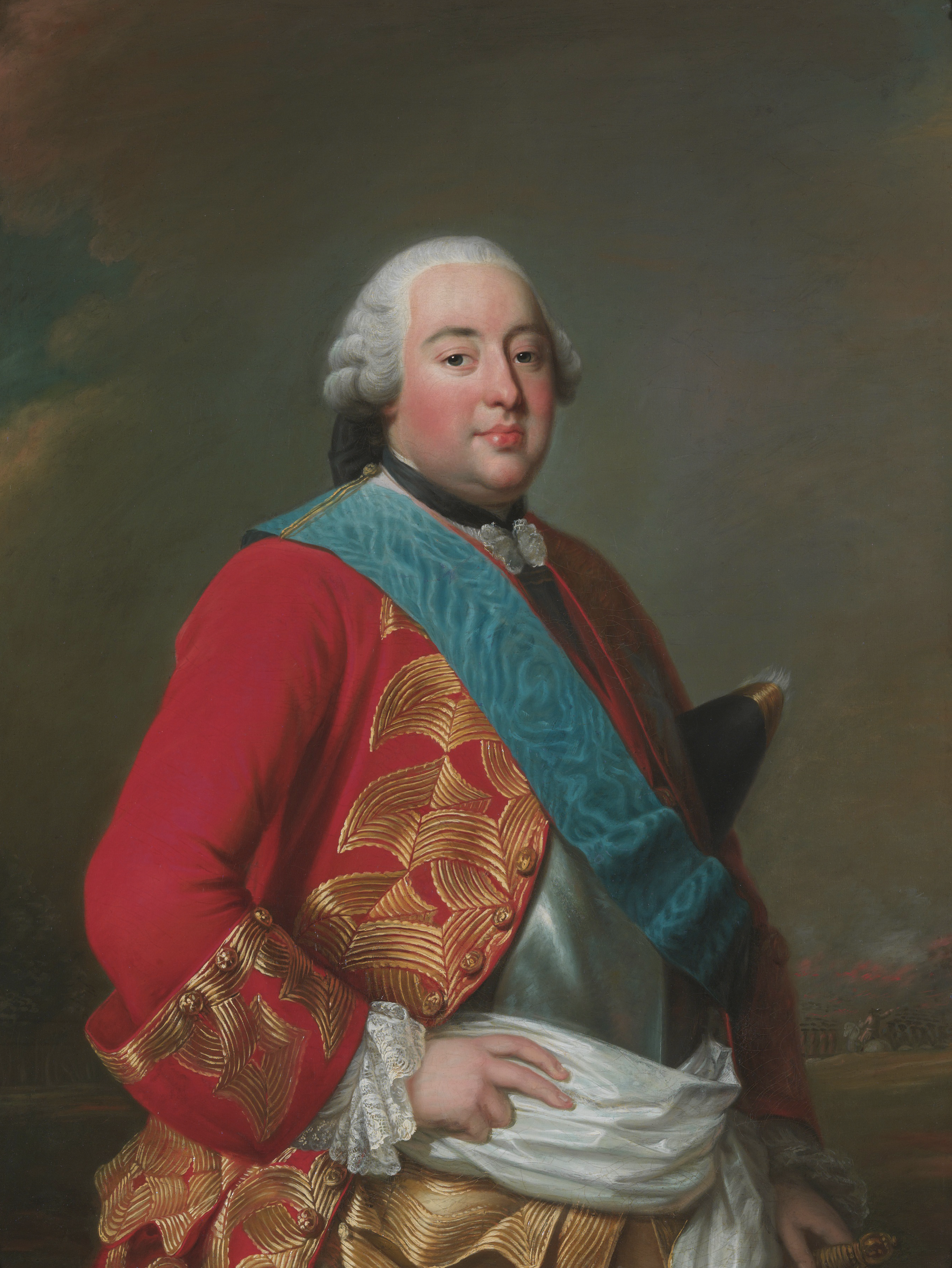
Ludvík Filip I. Orleánský († 18. listopadu)

### Svět
- 03. ledna – Baldassare Galuppi, italský skladatel (* 18. října 1706)
- 19. ledna – Zaharije Orfelin, srbský spisovatel a historik (* 1726)
- 24. února – Carlo Buonaparte, otec Napoleona Bonaparte (* 29. března 1746)
- 26. února – plnokrevník Eclipse, nikdy neporažený závodní kůň, předek asi 80 % všech dnešních dostihových koní (* 1. dubna 1764)
- 17. března – Antonín z Colloredo-Wallsee, rakouský šlechtic a vojevůdce (* 14. listopadu 1707)
- 02. dubna – Gabriel Bonnot de Mably, francouzský historik (* 14. března 1709)
- 21. dubna – Fridrich II. Meklenbursko-Zvěřínský, meklenbursko-zvěřínský vévoda (* 9. listopadu 1717)
- 04. května – János Sajnovics, maďarský astronom a jazykovědec (* 12. května 1733)
- 08. května – Pietro Longhi, benátský rokokový malíř (* 5. listopadu 1701)
- 15. června – Jean-François Pilâtre de Rozier, francouzský fyzik a průkopník letectví (* 30. března 1757)
- 30. června – James Oglethorpe, britský voják, poslanec, filantrop, zakladatel a vůdce kolonie Georgia (* 22. prosince 1696)
- 03. července – Stephen Hopkins, americký politik, hlavní soudce Nejvyššího soudu Long Islandu (* 7. března 1707)
- 29. července – Carlo Cotumacci, italský varhaník, hudební skladatel a pedagog (* kolem 1709)
- 07. srpna – Ludvík Španělský, infant španělský, kardinál jáhen titulárního kostela Santa Maria della Scala (* 25. července 1727)
- 22. srpna – Jurij Mjeń, hornolužický spisovatel, básník a kazatel (* 14. května 1727)
- 26. srpna – George Sackville, 1. vikomt Sackville, britský vojevůdce a státník (* 26. ledna 1716)
- 15. září – Luigi Valadier, italský zlatník a klenotník (* 26. února 1726)
- 19. září – Marie Antonie Španělská, španělská infantka, dcera španělského krále Filipa V. (* 17. listopadu 1729)
- 30. září – Stephan Rautenstrauch, německý teolog (* 26. července 1734)
- 15. října – Angélique z Froissy, nemanželská dcera Filipa II. Orleánského (* 1702)
- 31. října – Fridrich II. Hesensko-Kasselský, hesenský kníže (* 14. srpna 1720)
- 07. listopadu – František Esterházy z Galanty, uherský šlechtic, zednář a dvořan (* 12. září 1715)
- 18. listopadu – Ludvík Filip I. Orleánský, francouzský vévoda (* 12. května 1725)
- 24. listopadu – Bedřiška Alžběta Württemberská, manželka oldenburského velkovévody Petra I. (* 27. července 1765)
- 25. listopadu – Richard Glover, anglický básník a politik (* 1712)
- 28. listopadu – William Whipple, signatář Deklarace nezávislosti Spojených států (* 25. ledna 1731)
- 12. prosince – Šarlota Hesensko-Darmstadtská, meklenbursko-střelická vévodkyně (* 5. listopadu 1755)
- neznámé datum
  - Ernst Friedrich Benda, houslista z muzikantské rodiny Bendů (* 1749)

## Hlavy států
- Francie – Ludvík XVI. (1774–1792)
- Habsburská monarchie – Josef II. (1780–1790)
- Osmanská říše – Abdulhamid I. (1774–1789)
- Polsko – Stanislav II. August Poniatowski (1764–1795)
- Prusko – Fridrich II. (1740–1786)
- Rusko – Kateřina II. Veliká (1762–1796)
- Španělsko – Karel III. (1759–1788)
- Švédsko – Gustav III. (1771–1792)
- Velká Británie – Jiří III. (1760–1820)
- Svatá říše římská – Josef II. (1765–1790)
- Papež – Pius VI. (1774–1799)
- Japonsko – Kókaku (1780–1817)